# فایسر اف‌آی۵
فایسر اف‌آی۵ (به انگلیسی: Fieseler_Fi_5) یک هواگرد ملخ‌پیشین تک‌موتوره از نوع ورزشی ساخت شرکت Fieseler است. هواگرد فایسر اف‌آی۵ نخستین پروازش را در ۱۹۳۳ میلادی انجام داد. در مجموع، تعداد ۲۹+ فروند از این هواگرد ساخته شده‌است.